# Bagrus orientalis
Bagrus orientalis es una especie de pez de la familia Bagridae en el orden de los Siluriformes.

## Morfología
Los machos pueden llegar alcanzar los 44,7 cm de longitud total.

## Distribución geográfica
Se encuentran en África: río Pangani (Tanzania ).